# Ulderico Munzi
Ulderico Munzi (Roma, 17 aprile 1932 – Roma, 16 gennaio 2020) è stato un giornalista e scrittore italiano.

## Biografia
Ulderico Munzi è stato redattore e inviato speciale, dal 1962 al 1975, de Il Resto del Carlino di Bologna e de La Nazione di Firenze. Nel 1975 è stato assunto al Corriere della Sera diretto da Piero Ottone diventando in seguito inviato speciale. Si è interessato, tra l'altro, di fatti di mafia come l'uccisione del generale Dalla Chiesa a Palermo e di fatti di terrorismo come il rapimento e l'esecuzione di Aldo Moro. Nel luglio 1986, quando era direttore del Corriere della Sera Piero Ostellino, è stato nominato corrispondente da Parigi. Ha collaborato all'Espresso, diretto da Giulio Anselmi e Giampaolo Pansa, e a La Stampa di Torino.
Ha scritto libri di storia e saggi, con diverse case editrici tra le quali Frassinelli, Sperling & Kupfer e Colla: Matusa, Scandali italiani, Un'altra Parigi, L'uomo che poteva salvare il Duce, Il Romanzo del Rex (2004, Premio Stefanelli), Le donne di Salò (1999)  che raccoglie una delle prime testimonianze revisioniste della contessa Edda Ciano che coniò l'espressione "femminismo fascista", Gesù in camicia nera, Gesù partigiano, Gli aquiloni non volano più, Il generale (2009, biografia del generale Roatta, noto per essere stato il capo dei servizi segreti di Mussolini e poi comandante delle spedizione militare italiana nella guerra civile spagnola). Nel mese di luglio 2011 la casa editrice Marsilio di Venezia, ha pubblicato il suo primo romanzo, un thriller dal titolo Mussolini e il mostro di Tolmezzo che ha ottenuto una segnalazione speciale al Premio Elsa Morante nell'ottobre 2012. Di recente ha scritto una saga dal titolo Brigantessa, pubblicata da Bételgeuse di Verona.